# الرعوي الأمريكي
الرعوي الأمريكي، رواية من تأليف فيليب روث نُشرت في عام 1997 حول حياة سيمور «السويدي» ليفوف، وهو رجل أعمال أمريكي يهودي ناجح ونجم رياضي سابق في الثانوية من نيوارك، نيو جيرسي. تدمر حياة ليفوف السعيدة والتقليدية من الطبقة المتوسطة العليا الاضطراباتُ الاجتماعية والسياسية المحلية في الستينيات خلال رئاسة ليندون جونسون، والتي وصفت في الرواية بأنها مظهر من مظاهر «هيجان الأمريكيين الأصليين».
تدور القصة الإطارية في الرعوي الأمريكي حول لمّ الشمل الخامس والأربعين للمدرسة الثانوية، الذي يحضره المغرور روث ألتر بشكل متكرر وناثان زوكرمان، وهو الراوي. في لقاء عام 1995، يلتقي زوكرمان بزميله السابق جيري ليفوف الذي يصف له الانحراف المأساوي لحياة أخيه الأكبر المتوفى سيمور «السويدي» ليفوف. بعد أن قامت ابنة سيمور المراهقة ميري، في عام 1968، بتفجير قنبلة احتجاجًا على التدخل الأمريكي في حرب فيتنام، ما أسفر عن مقتل أحد المارة، ثم اختبأت، وبقي سيمور يعاني من الصدمة لبقية حياته.
تتحدث بقية الرواية عن تمتع زوكرمان بحياة سيمور بعد وفاته، استنادًا إلى كشف جيري، وعدد قليل من قصاصات الصحف، وانطباعات زوكرمان الخاصة بعد عمليتين قصيرتين مع «السويدي» وذلك في عام 1985 قبل وقت قصير من وفاة سيمور بسبب سرطان البروستاتا في سن 68، في عام 1995. من هذه اللقاءات، التي تحدث في وقت مبكر من الرواية، يعلم زوكرمان أن سيمور تزوج ولديه ثلاثة أبناء صغار، ولكن لا تُذكر ابنة سيمور ميري. في إعادة تخيل زوكرمان لحياة سيمور، لا يتم ذكر الزواج الثاني؛ إذ ينتهي السرد في عام 1973 بفضيحة ووترغيت على شاشة التلفزيون.
فازت رواية «الرعوي الأمريكي» بجائزة بوليتزر عام 1998 وأدرجت في قائمة مجلة التايم لأفضل مئة 100 رواية. حوّلت إلى فيلم لاحقًا، على الرغم من أن نسخة الفيلم لم تُنتج حتى عام 2016. في عام 2006، حازت على المرتبة الثانية بعد رواية توني موريسون «بيلفد» في مسابقة «أفضل عمل من الخيال الأمريكي لآخر 25 سنة؟»، المسابقة التي أقامتها صحيفة نيويورك تايمز للكتاب.

## الحبكة
وُلد سيمور إيرفينغ ليفوف وترعرع في قسم ويكاهيك في نيوارك، نيو جيرسي، في عام 1927 باعتباره الابن الأكبر لمصنّع قفازات أمريكيّ يهوديّ ناجح، لو ليفوف، وزوجته سيلفيا. يُطلق عليه «السويدي» بسبب شعره الأشقر الغريب وعينيه الزرقاوين ومظهره الاسكندنافي، سيمور هو نجم رياضي في المدرسة الثانوية. زوكرمان وشقيق سيمور الأصغر، جيري -الذي يكبر ليغدو جراحًا في القلب نزقًا متعاطفًا قليلًا مع السويدي- زميلا دراسة وصديقان مقربان. في نهاية المطاف، يستحوذ السويدي على مصنع قفاز والده ويتزوج دون دواير، ملكة جمال سابقة من مدينة إليزابيث القريبة، يلتقي بها في الكلية.
يؤسس سيمور ما يعتقد أنها حياة أمريكية مثالية مع زوجته وابنته، ومهنة تجارية مُرضية، وبيت رائع في قرية أولد ريمورك المثالية. ومع ذلك، بينما تدمر حرب فيتنام والاضطرابات العرقية البلاد وتدمر مدينة نيوارك، تعاني ابنته المراهقة ميريديث («ميري») التلعثم العصبي المنهك والغضب تجاه الحرب، وتصبح راديكالية بشكل متزايد في معتقداتها. في فبراير 1968، تزرع ميري قنبلة في مكتب بريد أولد ريمورك، ما يؤدي إلى مقتل أحد المارة. فتذهب إلى التخفي بشكل دائم. يجد سيمور ابنته ميري بعد خمس سنوات، ويعيش في ظروف مؤسفة داخل مدينة نيوارك. خلال هذا اللقاء، تكشف ميري أنها كانت مسؤولة عن عدة تفجيرات أخرى، ما يسفر عن مقتل ثلاثة أشخاص آخرين. وعلى الرغم من أن ميري تبلغه بأن أفعالها كانت متعمدة، إلا أن سيمور يقرر إبقاء اجتماعهما سراً، معتقدًا أن ميري قد تم التلاعب بها من قبل مجموعة سياسية غير معروفة وامرأة غامضة تدعى ريتا كوهين.
في حفل عشاء، يكتشف سيمور أن زوجته داون كانت على علاقة مع المهندس المعماري المتخرج في جامعة برينستون ويليام أوركوت الثالث. ثم يدرك سيمور أن زوجته تخطط لتركه. يتبين أن سيمور نفسه كان على علاقة قصيرة سابقة مع أخصائية الكلام ميري شيلا سالزمان، وأنها وزوجها شيلي خبئا ميري في منزلهما بعد تفجير مكتب البريد. يستنتج سيمور للأسف أن كل شخص يعرفه قد يكون لديه مظهر مخادع من الاحترام، وأن كلًا منهم ينخرط في سلوك تخريبي وأنه لا يستطيع فهم الحقيقة حول أي شخص بناءً على السلوك الذي يظهره له. إنه مجبر على رؤية حقيقة الفوضى والخلافات التي تدور حول «الرعوي الأمريكي»، والتي تحدث فيه تغييرات شخصية واجتماعية عميقة لم يعد بإمكانه تجاهلها. في نفس الوقت، يؤكد حفل العشاء حقيقة أنه لا أحد يفهم حقًا قلوب الآخرين.

## الوضع التاريخي
تشير الرواية على نطاق واسع إلى الاضطرابات الاجتماعية في أواخر الستينيات وأوائل السبعينيات. وإلى أعمال شغب نيوارك عام 1967، وفضيحة ووترغيت، والثورة الجنسية و«ديب ثروت»، الاسم الرمزي للمصدر السري في فضيحة ووترغيت وعنوان فيلم إباحي لعام 1972. في المشهد الأخير للرواية، تجري مناقشة كل من فضيحة ووترغيت والفيلم الإباحي في حفل عشاء يبدأ فيه الزواج الأول للـ «السويدي» بالانهيار عندما يكتشف أن زوجته على علاقة غرامية. تلمح الرواية أيضًا بخطاب العنف الثوري من الجانب الراديكالي لليسار الجديد وحزب الفهود السود، ومحاكمة الناشطة الأمريكية الأفريقية اليسارية أنجيلا ديفيس، والتفجيرات التي نفذت بين عامي 1969 و 1973 من قبل ويذرمين وغيرهم من المتطرفين المعارضين للتدخل العسكري الأمريكي في فيتنام. تقتبس الرواية من كتاب «الاستعمار المحتضر» للطبيب النفسي فرانتز فانون، الذي يتخيله زوكرمان كأحد النصوص التي تلهم ميري للقيام بتفجير مكتب بريد محلي.
في الرواية، يحدث تفجير ميري في فبراير 1968، في أثناء رئاسة ليندون جونسون، وبعد ذلك تهرب من منزل والديها. وبحلول ذلك الوقت تحمل شعار «ويذرمين» في غرفتها لعدة أشهر. يُشكّل هذا مفارقة، فقد تشكلت مجموعة ويذرمين في صيف 1969. تلمح الشعارات التي تظهر في الرواية: (نحن ضد كل ما هو جيد ولائق في أمريكا النزيهة، سننهب ونحرق وندمر. نحن حضانة كوابيس أمهاتكم) إلى خطاب جون جاكوبس في «مجلس الحرب» في ويذرمين في ديسمبر 1969.
كان الإلهام لشخصية ليفوف شخصًا حقيقيًا هو سيمور «سويدي» ماسين، وهو بطل رياضي يهودي مشهور، مثل شخصية ليفوف، حضر مدرسة ويكاهيك الثانوية في نيوارك. ومثل بطل الرواية في الكتاب، كان السويدي ماسين يقدس ويُحترم من قبل العديد من اليهود من الطبقة المتوسطة المحلية.
يتسم جميع السويديين بطول القامة والشعر الأشقر والعيون الزرقاء المميزة، والتي تبرز بين السكان المحليين ذوي الشعر الداكن والبشرة الداكنة. حضر كلاهما كلية المعلمين في شرق مدينة أورانج المجاورة. كلاهما تزوجا من دينهما؛ خدم كلاهما في الجيش، وعند عودتهما، انتقل كلاهما إلى ضواحي نيوارك.